# Solpugema marshalli
Solpugema marshalli är en spindeldjursart som först beskrevs av Pocock 1895.  Solpugema marshalli ingår i släktet Solpugema och familjen Solpugidae. Inga underarter finns listade i Catalogue of Life.